# Metapenaeus motohi
Metapenaeus motohi is een tienpotigensoort uit de familie van de Penaeidae. De wetenschappelijke naam van de soort is voor het eerst geldig gepubliceerd in 2009 door Shinomiya & Sakai.